# Suwon Civic Stadium
Suwon Civic Stadium – wielofunkcyjny stadion w mieście Suwon, w Korei Południowej. Został otwarty w 1971 roku. Może pomieścić 24 670 widzów. Swoje spotkania rozgrywają na nim piłkarze klubu Suwon FC. Stadion był jedną z aren piłkarskich Mistrzostw Świata U-17 2007.